# Aldfrith
Aldfrith (... – 14 dicembre 704 o 705) fu re di Northumbria dal 685 fino alla morte.
Descritto dai primi scrittori come Beda il Venerabile, Alcuino di York e Stefano di Ripon come un uomo di grande cultura e alcune sue lettere sono sopravvissute fino a noi. Il suo regno fu relativamente pacifico, squassato solo dalla disputa con Vilfrido di York una delle figure di maggior spicco della neonata chiesa di Northumbria.

## Verso il trono
Aldfrith nacque in data imprecisata da Oswiu di Northumbria e dalla principessa irlandese Fín. Oswiu fu a sua volta re di Northumbria e quando morì nel 670 venne succeduto dal figlio Egfrido di Northumbria tanto che Aldfrith venne educato a che intraprendesse una carriera nella chiesa e divenne uno studioso. Il fratello perì alla battaglia di Dunnichen nel 685 ed Aldfrith venne richiamato dall'isola di Iona e incoronato re. Nei primi anni del regno secondo Beda Aldfrith ripristinò le disastrate fortune del regno anche se entro i suoi confini limitati. Durante il suo regno videro la luce lavori riconducibili all'arte insulare come l'evangeliario di Lindisfarne e il codex Amiatinus e il suo regno è spesso fatto coincidere con un'età dell'oro per la Northumbria.
Dal 600 circa molta di quella che è oggi l'Inghilterra era stata conquistata dagli Angli, dai Sassoni e dagli Juti. La Bernicia e il Regno di Deira, due regni del nord, furono i primi a unirsi sotto un unico sovrano quando nel 605 circa Etelfrido di Bernicia prese sotto i propri domini anche Deira. Durante il VII secolo i due regni vennero quindi governati talvolta da un singolo re e talvolta separatamente e questa combinazione divenne nota come regno di Northumbria toccando l'Humber a sud il Forth a nord. Nel 616 Etelfrido venne succeduto da Edvino di Deira che si premurò di bandire i due figli del re defunto, Osvaldo di Northumbria ed Oswiu di Northumbria. I due passarono il loro esilio nel regno di Dalriada che si trovava sia nel nord-est dell'Irlanda che nel sud-ovest della Scozia. Oswiu era solo un bambino quando andò in esilio e crebbe quindi in un contesto prettamente irlandese. Col tempo egli imparò un irlandese fluente e contrasse matrimonio entro la dinastia degli Uí Néill sposando Fìn figlia o nipote di Colmán Rímid. Aldfrith nacque da questo matrimonio, ma la data della sua nascita non fu registrata e doveva essere un cugino o un nipote dello studioso irlandese Cenn Fáelad mac Ailella († 679) e forse anche un nipote di Finan di Lindisfarne. La legge irlandese rendeva i parenti di Fìn riconducibili al "clan" di Cenél Conaill come responsabili della sua educazione, tuttavia il matrimonio fra Oswiu e Fìn non era considerato valido dalla chiesa di Northumbria di quel tempo e nelle prime fonti Aldfrith è descritto come figlio di una concubina.
Oswiu ed il fratello Oswald tornarono in patria nel 633 alla morte di Edwin regnando congiuntamente. Il cronista Beda dice che i due misero insieme un piccolo impero tanto che il dominio di Oswiu si estendeva ai Pitti ai Gaelici di Dalriada ed altre tribù oscure e senza nome che vivevano nel nord-ovest dell'Inghilterra e nella Scozia meridionale. Il dominio di Oswiu finì nel 658 quando vi fu la rivolta di Wulfhere, ma egli continuò a regnare fino alla morte avvenuta nel 670 quando gli succedette il figlio Egfrido nato dal suo secondo matrimonio con Enfleda di Northumbria. Egfrido non riuscì a recuperare le terre del padre nella Mercia e nella porzione meridionale del regno venendo sconfitto da Aethelred di Mercia nel 679 in una battaglia presso il fiume Trent. Egfrido mandò quindi uno dei suoi generali, Beornhæth, in Irlanda nel 684 dove saccheggiò la piana di Brega distruggendo chiese e facendo ostaggi, questo raid potrebbe essere stato motivato a scoraggiare qualsiasi pretesa Aldfrith potesse voler far prevalere sul trono anche se vi sono altri motivi possibili. I due matrimoni di Egfrido, il primo con Eteldreda di Ely e l'altro con Eormenburh non avevano generato eredi, egli aveva due fratelli Alchfrith di Deira, che non viene più menzionato dopo il 664, ed Aelfwine di Deira che morì lungo il Trent nel 679. La successione negli anni precedenti la morte di Egfrido fu quindi incerta, Beda nella sua Vita di Cutberto riporta una conversazione fra Elfleda di Whitby, figlia di Oswiu e Cutberto di Lindisfarne in cui questo predice la morte di Egfrido e che potrebbe essere suo successore Aldfrith. Cutberto, secondo le genealogie irlandesi, era un secondo cugino di Aldfrith e questo spiegherebbe il perché della sua proposta. Egfrido morì combattendo contro il re dei Pitti, e cugino, Bridei III dei Pitti. Beda racconta che Cutberto e la regina Eormenburh erano a Carlisle e che Cutberto aveva avuto la premonizione della sua disfatta in battaglia. La morte di Egfrido rischiava di rompere i domini messi insieme da Etelfrido di Bernicia, ma Aldfrith venne richiamato dai propri studi, incoronato re e la Bernicia e la Deira rimasero unite. Anche se dovevano esservi altri pretendenti di sangue reale non sono stati registrati tentativi di ostacolare la sua ascesa al trono ed è stato suggerito che la sua posizione possa essere stata favorita dagli Uí Néill, dai Pitti e da tutti coloro che potevano desiderare un re non guerrafondaio come erano stati Oswiu ed Egfrido.

L'ascendenza di Aldfrith. I re in corsivo regnarono sulla Northumbria, Bernicia o Deira. Le date sono indicate per i regni.

### L'ascesa
Sotto il regno di Aldfrith la Northumbria non riebbe mai i domini persi nel 679 e nel 685 tuttavia la Northumbria rimase uno dei regni più potenti in Irlanda e Britannia durante l'epoca vichinga. Aldfrith regnò sulla Bernicia e la Deira durante tutto il suo regno, ma le due parti rimasero distinte e lo sarebbero state ancora nel tardo IX secolo per mano dei vichinghi. Il centro della Bernicia si trovava lungo la parte finale del confine anglo-scozzese e Lindisfarne, Hexham, Bamburgh e Yeavering ne erano i più importanti centri religiosi e politici. Anche dopo la morte di Egfrido la Bernicia aveva terre in quella che è oggi la Scozia meridionale ed altri centri religiosi erano Dunbar, Melrose e Coldingham. Del primo medioevo nel nord-est dell'Inghilterra e nella Scozia sud-occidentale si sa molto poco tuttavia paesi come York, Ripon dovevano essere importanti centri della Deira. La frontiera meridionale della Northumbria che coincideva con la Mercia seguiva il corso dell'Humber ad est e quello del Don, dell'Ouse e del Mersey verso ovest. Alcuni scavi archeologici effettuati presso Sheffield mostrano quelli che sembrano essere dei contrafforti difensivi. Anche il fosso di Nico a sud dell'odierna Manchester è stato citato nello stesso contesto anche se si è argomentato che possa essere un semplice segno di confine senza pretese difensive. Nel profondo nord le prove si fanno ancora meno chiare se non che si evince che la legge era nelle mani di "sotto-re", probabilmente britanni nativi del posto, la famiglia del generale Beornhæth, sopracitato, poteva far parte di questa élite.

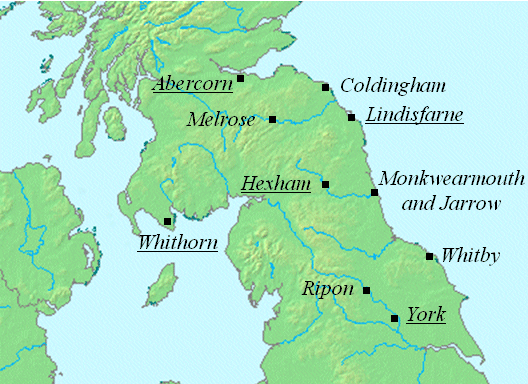
Vescovadi (sottolineati), monasteri (in corsivo) e altre località delle isole britanniche centro settentrionali al tempo di Aldfrith.

## Il conflitto con la chiesa
Insieme al re, ai nobili e ai membri della famiglia reale la chiesa rivestiva un ruolo preminente nella Northumbria del tempo. Gli uomini di chiesa non erano solo guide spirituali, ma potenti proprietari terrieri che controllavano anche i mercati, che facevano capo a chiese e monasteri, in terre spesso prive di città e villaggi. Il vescovado di Lindisfarne andò nelle mani di Cutberto all'ascesa di Aldfrith e alla morte del primo passò nelle mani di Eadberht di Lindisfarne († 6 maggio 698) un prelato educato in Irlanda che divenne anche abate di Iona e poi ad Eadfrith di Lindisfarne a cui si deve l'omonimo evangelario. Spesso i vescovi di Lindisfarne detenevano anche il vescovado di Hexham che, durante il regno di Aldfrith era però nelle mani di Giovanni di Beverley pupillo di Teodoro di Canterbury, arcivescovo di Canterbury. Il vescovado di York andò a Bosa di York nel 685, venne quindi ceduto a Vilfrido di York che lo tenne fino al 691 quando fu ridato a Bosa. Venne creata anche una diocesi ad Abercorn che ebbe vita breve e che finì con la morte di Egfrido. In quel periodo venne creato anche il vescovado di Galloway e il suo primo vescovo conosciuto venne nominato sotto il regno di Ceolwulf di Northumbria. In quegli anni vide la luce anche l'abbazia di Whitby dove le badesse erano, tendenzialmente, membri della famiglia reale di Deira, v'era anche l'Abbazia di Wearmouth-Jarrow di cui Beda fu abate ed un'altra a Ripon.
Aldfrith sembrava godere del supporto degli ecclesiastici in particolare quello della sorellastra Elfleda e di Cutberto, si sa che egli fu cresimato da Aldelmo di Malmesbury, vescovo di Sherborne, nel regno anglosassone del Wessex, anche Aldelmo aveva ricevuto un'educazione di stampo irlandese anche se a Malmesbury. Fra i due vi fu una corrispondenza, che in parte sopravvive, in cui Aldfrith gli spedì il proprio trattato di numerologia sul 7 noto come Epistola ad Acircium. Secondo Beda Aldfrith possedeva anche un trattato di cosmologia che aveva acquistato dall'abate Ceolfrith di Monkwearmouth-Jarrow in cambio di una proprietà valutata in otto hide. Dal 679 Aldfrith intrattenne un rapporto d'amicizia con Adamnano di Iona ed è possibile che avesse studiato con lui. Nel decennio del 680 i due si videro almeno due volte poiché Adamnano cercò di trattare il rilascio di quegli ostaggi presi da Beornhæth nel 684. Questi vennero rilasciati e l'abate presentò ad Aldfrith una copia del suo De locis sanctis una descrizione dei luoghi da lui visti nel suo viaggio in Terra santa. Beda descrive Aldfrith come uno studioso e questo lo differenziò dagli altri sovrani anglo-sassoni del tempo più inclini alla guerra. Fonti irlandesi lo descrivono come sapiens un termine latino che si riferisce a uno studioso non legato a una particolare chiesa, ma che implicava anche un alto grado di conoscenza e sapere.
Il rapporto di Aldfrith con la chiesa non fu sempre facile, egli aveva ereditato da Egfrido una turbolenta relazione con Vilfrido una delle più potenti figure dell'epoca. Vilfrido era vescovo di York quando era stato sollevato per aver convinto la moglie di Egfrido a intraprendere una vita di castità. Nel 686 sollecitato da Teodoro Aldfrith aveva permesso a Vilfrido di tornare. La relazione fra i due rimase tempestosa soprattutto per il fatto che Aldfrith restava fedele alla cosiddetta chiesa celtica retaggio della sua crescita in esilio in Irlanda, un'altra causa di dissenso fu l'opposizione che Vilfrido fece nel 677 quando Teodoro propose di dividere la sua gigantesca diocesi. Quando Vilfrido tornò dal proprio esilio non portò con sé l'appoggio di Aldfrith a che egli riprendesse il controllo dell'intera diocesi del nord. Fra il 691 e il 692 il loro conflitto divenne irreparabile. Vilfrido andò in esilio nella Mercia dove trovò il fermo appoggio di Aethelred di Mercia. Nel 702 o 703 Aldfrith andò a un concilio ad Austerfield presieduto dall'arcivescovo di Canterbury Berhtwald e da altri vescovi, si discusse aspramente circa il ritorno di Vilfrido, ma alla fine si optò per il no. Vilfrido venne susseguentemente scomunicato ed egli si recò a Roma da papa Giovanni VI, il pontefice si schierò con lui e redasse un documento dove intimava ad Aldfrith di ridargli il proprio incarico, tuttavia Aldfrith rifiutò di obbedire.

## Le arti
Il regno di Aldfrith segna l'inizio di quella che viene considerata l'età dell'oro della Northumbria e che continuò fino alla fine dell'VIII secolo. Fiorì l'Arte insulare, in questo periodo venne iniziato l'evangelario di Lindisfarne e le missioni dei cristiani anglosassoni partirono alla volta del continente. Si crede che l'evangelario sia stato iniziato nel 698 da Eadfrith di Lindisfarne, vescovo di Lindisfarne, e non esistono altri manoscritti miniati dell'epoca di Aldfrith. Sempre negli anni di Aldrfrith fu attivo lo scriba noto come il calligrafo di Durham-Echternach cui si deve l'evangelario di Durham e l'evangeliario di Echternach, il codex Amiatinus vide probabilmente la luce una decina di anni dopo la morte di Aldfrith creato per volontà di Ceolfrid. Nel 1977 nella cattedrale di Ripon vennero trovati dei gioielli risalenti a quell'epoca e la loro ricchezza fa pensare a un collegamento con Vilfrido, i cui ricchi arredi sono stati registrati. La Croce pettorale di Cutberto venne sepolta con lui e si trova ora presso la cattedrale di Durham. Dell'epoca esistono poche testimonianze monumentali o architettoniche, vi sono ancora la Croce di Bewcastle e quella di Ruthwell, la chiesa di Escomb, databile al VII secolo è la chiesa dell'epoca meglio preservata. In Northumbria iniziarono a coniare le monete nel periodo in cui Alfridh regnò, erano monete d'argento chiamate Sceatta che andarono, apparentemente, a rimpiazzare le monete d'oro note come thrysma.

## Matrimonio e figli
Aldfrith si sposò con Cuthburh († 725 circa), che poi divenne santa e che era sorella di Ine del Wessex, con un matrimonio che andava a cementare l'alleanza con uno dei più potenti re anglo-sassoni. La cronaca anglosassone riporta che i due poi si separarono e che ella si stabilì presso un convento costruito dal fratello a Wimborne Minster, dove divenne badessa. Aldfrith ebbe diversi figli, ma se la moglie ne fosse o meno la madre non è stato registrato.
- Osred I di Northumbria, che succedette al padre dopo una guerra civile scoppiata in seguito alla sua morte,
- Offa, di cui si sa molto poco se non che venne ucciso nel 750 dopo essere stato prelevato da Lindisfarne per volere di Eadberht di Northumbria.[4]
- Osric di Northumbria, che divenne anch'egli re, potrebbe essere stato un altro figlio di Aldfrith o uno dei figli di suo fratello Alhfrith. Forse in realtà suo padre era Eahlfrith di Deira.
- Osana, divenuta poi santa. Questa filiazione rimane però dubbia.

Sembra che Aldfrith si ammalò per qualche tempo prima della propria morte, che avvenne il 14 dicembre 704 o 705. Alla sua morte scoppiò una guerra per la successione con Eadwulf di Northumbria da una parte e il giovane Osred, supportato da Beornhæth, dall'altra . Il primo regnò brevemente prima che Osred venisse messo sul trono.